# Liste des ministres sud-africains des Travaux publics
Le ministère des Travaux publics de la république d'Afrique du Sud est l'un des plus anciens départements ministériels du pays constitué dès la formation de l'union d'Afrique du Sud en 1910. Au 30 mai 2019, il porte le nom de ministère des Travaux publics et des Infrastructures.

## Liste des ministres des travaux publics
| #  | Nom                             | Parti                                      | Terme                         |
| -- | ------------------------------- | ------------------------------------------ | ----------------------------- |
| 1  | David Pieter de Villiers Graaff | Parti sud-africain                         | 1910-1912                     |
| 2  | George Leuchars                 | Parti sud-africain                         | juin-décembre 1912            |
| 3  | Thomas Watt                     | Parti sud-africain                         | 1912-1920                     |
| 4  | Jacobus Arnoldus Graaff         | Parti sud-africain                         | 1920-1921                     |
| 5  | Thomas Watt                     | Parti sud-africain                         | 1921-1924                     |
| 6  | Thomas Boydell                  | Parti travailliste                         | 1924-1925                     |
| 7  | Walter Madeley                  | Parti travailliste                         | 1925-1928                     |
| 8  | Henry William Sampson           | Parti travailliste                         | 1928-1933                     |
| 9  | Charles Francis Clarkson        | Parti uni                                  | 1933-1945                     |
| 10 | James Wellwood Mushet           | Parti uni                                  | 1945-1948                     |
| 11 | Ben Schoeman                    | Parti National                             | 1948-1954                     |
| 12 | Jan de Klerk                    | Parti national                             | 1954-1958                     |
| 13 | Paul Sauer                      | Parti national                             | 1958-1964                     |
| 14 | Pieter Botha                    | Parti national                             | 1964-1966                     |
| 15 | W.A. Maree                      | Parti national                             | 1966-1968                     |
| 16 | Blaar Coetzee                   | Parti national                             | 1968-1972                     |
| 17 | Abraham du Plessis              | Parti national                             | 1972-1975                     |
| 18 | Alwyn Schlebusch                | Parti National                             | 1976- 1978                    |
| 19 | Louis le Grange                 | Parti national                             | 1978-1979                     |
| 20 | Andries Treurnicht              | Parti national                             | 1979-1980                     |
| 21 | Lourens Munnik                  | Parti national                             | 1984-1986                     |
| 22 | Pietie du Plessis               | Parti national                             | 1986-1989                     |
| 23 | George Bartlett                 | Parti national                             | 1989-1991                     |
| 24 | Jacob de Villiers               | Parti national                             | 1991                          |
| 25 | Leon Wessels                    | Parti national                             | 1991-1992                     |
| 26 | Gene Louw                       | Parti national                             | 1992-1993                     |
| 27 | Louis Shill                     | Parti national                             | 1993-1994                     |
| 28 | Jeff Radebe                     | Parti communiste/Congrès national africain | mai 1994 - mai 1999           |
| 29 | Stella Sigcau                   | Congrès national africain                  | 1999-2006                     |
| 30 | Thoko Didiza                    | Congrès national africain                  | 2006-2008                     |
| 31 | Geoff Doidge                    | Congrès national africain                  | 2008-2010                     |
| 32 | Gwen Mahlangu-Nkabinde          | Congrès national africain                  | 2010-2011                     |
| 33 | Thembelani Nxesi                | Congrès national africain                  | octobre 2011 - mars 2017      |
| 34 | Nathi Nhleko                    | Congrès national africain                  | mars 2017 - 28 février 2018   |
| 35 | Thembelani Nxesi                | Congrès national africain                  | 28 février 2018 - 29 mai 2019 |
| 36 | Patricia de Lille               | Good                                       | 30 mai 2019 - 6 mars 2023     |
| 37 | Sihle Zikalala                  | Congrès national africain                  | depuis le 6 mars 2023         |